# 제이 페이턴
제이슨 리 "제이" 페이턴(Jason Lee "Jay" Payton, 1972년 11월 22일 ~ )은 미국의 전 프로 야구 선수이다. 메이저 리그 베이스볼(MLB) 팀 뉴욕 메츠, 콜로라도 로키스, 샌디에이고 파드리스, 보스턴 레드삭스, 오클랜드 애슬레틱스, 볼티모어 오리올스 등지에서 뛰었다.